# European Journal of Agronomy
European Journal of Agronomy is een internationaal, aan collegiale toetsing onderworpen wetenschappelijk tijdschrift op het gebied van de landbouwkunde. De naam wordt in literatuurverwijzingen meestal afgekort tot Eur. J. Agron. Het wordt uitgegeven door Elsevier namens de European Society for Agronomy en verschijnt 4 keer per jaar.